# Leonardo González
Leonardo González Arce (San José, 1980. november 21. –) Costa Rica-i válogatott labdarúgó.

## Pályafutása

### Klubcsapatban
2000 és 2008 között a Herediano csapatában játszott. 2009-ben a Municipal Liberia játékosa volt, melynek tagjaként 2009-ben Verano bajnoki címet szerzett. 2009-től 2015-ig az MLS-ben szereplő Seattle Sounders labdarúgója volt. 2016 és 2019-ben ismét a Heredianót erősítette. 

### A válogatottban
2002 és 2009 között 61 alkalommal szerepelt a Costa Rica-i válogatottban és 1 gólt szerzett. Bemutatkozására 2002 novemberében került sor egy Ecuador elleni barátságos mérkőzés alkalmával. Részt vett a 2003-as CONCACAF-aranykupán, a 2004-es Copa américán, a 2006-os világbajnokságon, a 2007-es és a 2009-es CONCACAF-aranykupán.

## Sikerei, díjai
Municipal Liberia
- Costa Rica-i bajnok (1): Verano 2009

Herediano
- Costa Rica-i bajnok (1): Verano 2016

Seattle Sounders
- Lamar Hunt U.S. Open Cup (4): 2009, 2010, 2011, 2014

Costa Rica
- UNCAF-nemzetek kupája győztes (1): 2007

## Külső hivatkozások
- Leonardo González adatlapja a National-Football-Teams.com oldalon (angolul)

- Leonardo González (angol nyelven). FootballDatabase.eu
- Leonardo González (német nyelven). kicker.de
- Leonardo González adatlapja a worldfootball.net oldalon (angolul)